# 気腫疽
気腫疽（きしゅそ、英:black leg）とは、気腫疽菌（学名:Clostridium chauvoei）による主にウシ、ヒツジの感染症である。ウシ、スイギュウ、シカ、ヒツジ、ヤギ、ブタ、イノシシにおける感染症は日本では家畜伝染病予防法における届出伝染病に指定されている。ヒトには感染しないとされていたが、2007年、気腫疽菌の感染による死亡が報告された。

## 病原体
病原体は偏性嫌気性、グラム陽性有芽胞菌群のクロストリジウム属菌の1つである気腫疽菌である。運動性を有し、莢膜を持たず、血液寒天培地上でβ溶血を示す。世界中の土壌に分布していると考えられる。

## 症状
ウシでは創傷部位から感染後、1~5日の潜伏期間を経て、突然の発熱、元気消失、食欲廃絶、反芻停止などがみられ、大腿、肩などの筋肉の厚い部位に腫瘤を形成する。腫瘤は無痛性で冷感を示し、触診により捻髪音が聴かれる。四肢に腫瘤が形成されると運動機能障害による跛行を生ずる。経過は急速であり、2~3日で死亡にいたることが多い。

## 診断
ウシでは気腫疽が疑われた場合は、患部の筋肉、体表リンパ節、末梢血、頚静脈血の直接塗抹標本を作成し、菌体の存在を確認する。菌体の確認後、蛍光抗体法により特異蛍光が確認できればほぼ診断可能であるが、甚急性、急性に経過するため生前診断は困難である。類症鑑別が必要な疾患として、牛の炭疽、悪性水腫、牛壊死性腸炎、亜硝酸塩中毒、出血性敗血症などがある。

## 治療
感染初期にペニシリンなどの抗生物質投与が行われているが、あまり有効ではない。

## 予防
気腫疽不活化ワクチンあるいは牛クロストリジウム感染症混合トキソイドが予防に用いられる。